# 牛津 (堪薩斯州)
牛津（英語：Oxford）是一個位於美國堪薩斯州索姆奈縣的城市。

## 地方資料
根據2020年美國人口普查的數據，牛津的面積為2.35平方千米，當中陸地面積為2.35平方千米，而水域面積為0.00平方千米。當地共有人口1048人，而人口密度為每平方千米445.96人。